# گندم‌زارها (نقاشی ون گوگ)
گندم‌زارها یا مزارع گندم (انگلیسی: Wheat Fields) یک سری از ده‌ها نقاشی نقاش هلندی پسا دریافتگرا، وَنسان وَن گوگ می‌باشد، اتصال به طبیعت، قدردانی از کارگران دستی که از عمده سوژه‌ها و الگوی این نقاش است در این تصویر هم به خوبی نمایان است، مزرعهٔ گندم هنرمند، نشان دهندهٔ پیشرفت او به عنوان یک هنرمند طراح خرمنهای گندم یکنواخت و خسته‌کننده در سال ۱۸۸۵ در هلند، به طرح‌های رنگارنگ و چشم‌نواز است، یک نقاشی دراماتیک از آرل، سن رمی و اور سور آواز فرانسه.

## نگارخانه

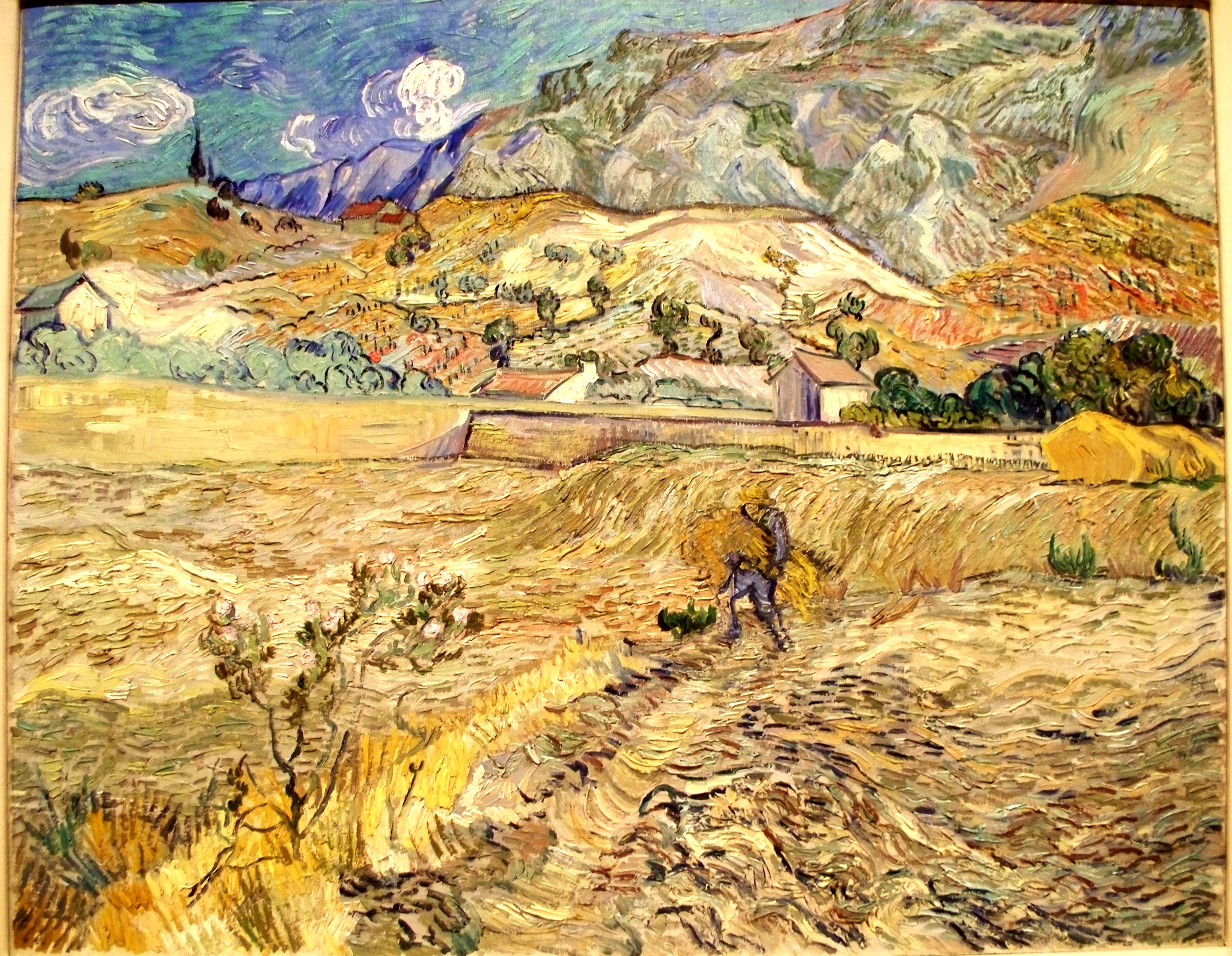
دهقان و مزرعه گندم از مجموعهٔ مزارع گندم اثر وَنسان وَن گوگ در مجموعه موزه هنر ایندیاناپولیس